# Сивково (Курганская область)
Сивково — село в Частоозерском районе Курганской области. До преобразования в январе 2022 года муниципального района в муниципальный округ административный центр Сивковского сельсовета.

## История
До 1917 года входило в состав Частоозерской волости Ишимского уезда Тобольской губернии. По данным на 1926 год состояло из 307 хозяйств. В административном отношении являлось центром Сивковского сельсовета Частоозерского района Ишимского округа Уральской области.

## Население
| 1989 | 2002 | 2010 |
| ---- | ---- | ---- |
| 621  | ↘506 | ↘349 |

По данным переписи 1926 года в селе проживало 1366 человек (615 мужчин и 751 женщина), в том числе: русские составляли 99 % населения.